# Web招待状
WEB招待状（ウェブしょうたいじょう）は、インターネットを通じて作成・配布される電子的な招待状である。
従来の紙媒体に代わり、結婚式、企業イベント、同窓会など多様な場面で利用されている。スマートフォンやパソコンを用いて送受信が可能で、出欠管理や情報共有が容易になるなどの利点がある。

## 歴史と背景
WEB招待状の普及は、インターネットとスマートデバイスの普及に伴い進展した。特に2020年代以降、コロナ禍によって非接触型のコミュニケーションが求められる中で、結婚式や企業イベントにおいて紙の招待状に代わる手段として注目を集めた。

## 特徴と機能
WEB招待状は以下のような特徴と機能を備えている：
- 送信方法の多様性 - メール、SNS、QRコードなどを利用して送信可能。
- 出欠管理の簡便性 - 出欠の回答をリアルタイムで確認でき、名簿のダウンロードも可能。
- カスタマイズ性 - テンプレートの選択や画像・URLの挿入が可能で、イベントに合わせたデザインが作成できる。
- オンライン決済 - ご祝儀や会費を事前にオンラインで決済することが可能。
- コスト削減 - 紙の招待状に比べて印刷・郵送費用が不要。
- 環境への配慮 - 紙資源の節約やごみの削減につながる。

## 活用事例
WEB招待状は以下のような場面で活用されている。
- 結婚式・二次会 - 招待状の送付から出欠管理、ご祝儀のオンライン決済まで対応するサービスが登場している。
- 企業イベント - 新商品発表会、展示会、表彰式、交流会などでの招待に利用されている。
- 同窓会・パーティ - 住所が不明な相手にもSNSを通じて招待でき、出欠管理も容易。

## 主なWEB招待状サービス
以下は代表的なWEB招待状サービスである。
- Weddingday - 年間5万組の新郎新婦が利用。100種類以上のデザインテンプレートが用意されている。
- 楽々!WEB招待状 - 最短5分で作成できるWEB招待状。かんたん受付などの機能も充実。
- ゼクシィ - 結婚情報誌ゼクシィが開発したWEB招待状。提携施設にて利用可能。
- ヨブナラ - 創立記念パーティーや社内イベントなど、多様な用途に対応した法人向けサービス。

## 利点と課題
WEB招待状には以下の利点と課題が挙げられる。
利点
- 効率性 - 出欠管理や情報共有が容易で、準備の手間が軽減される。
- コスト削減 - 印刷や郵送費用が不要。
- 環境配慮 - 紙資源の節約やごみの削減につながる。

課題
- 高齢者への対応 - インターネットやスマートデバイスに不慣れな高齢者には紙の招待状が必要な場合がある。
- セキュリティ - 個人情報の管理やプライバシー保護に注意が必要。